# Блейд-сервер
Блейд-сервери (англ. blade — лезо) — це комп'ютерні сервери з компонентами, які встановлені у стійці для зменшення займаного простору. 

Стійка (англ. enclosure) — шасі для блейд-серверів, що надає їм доступ до загальних компонентів, наприклад, блоків живлення та мережевих контролерів. 

Блейд-сервери також називають ультракомпактними серверами. 

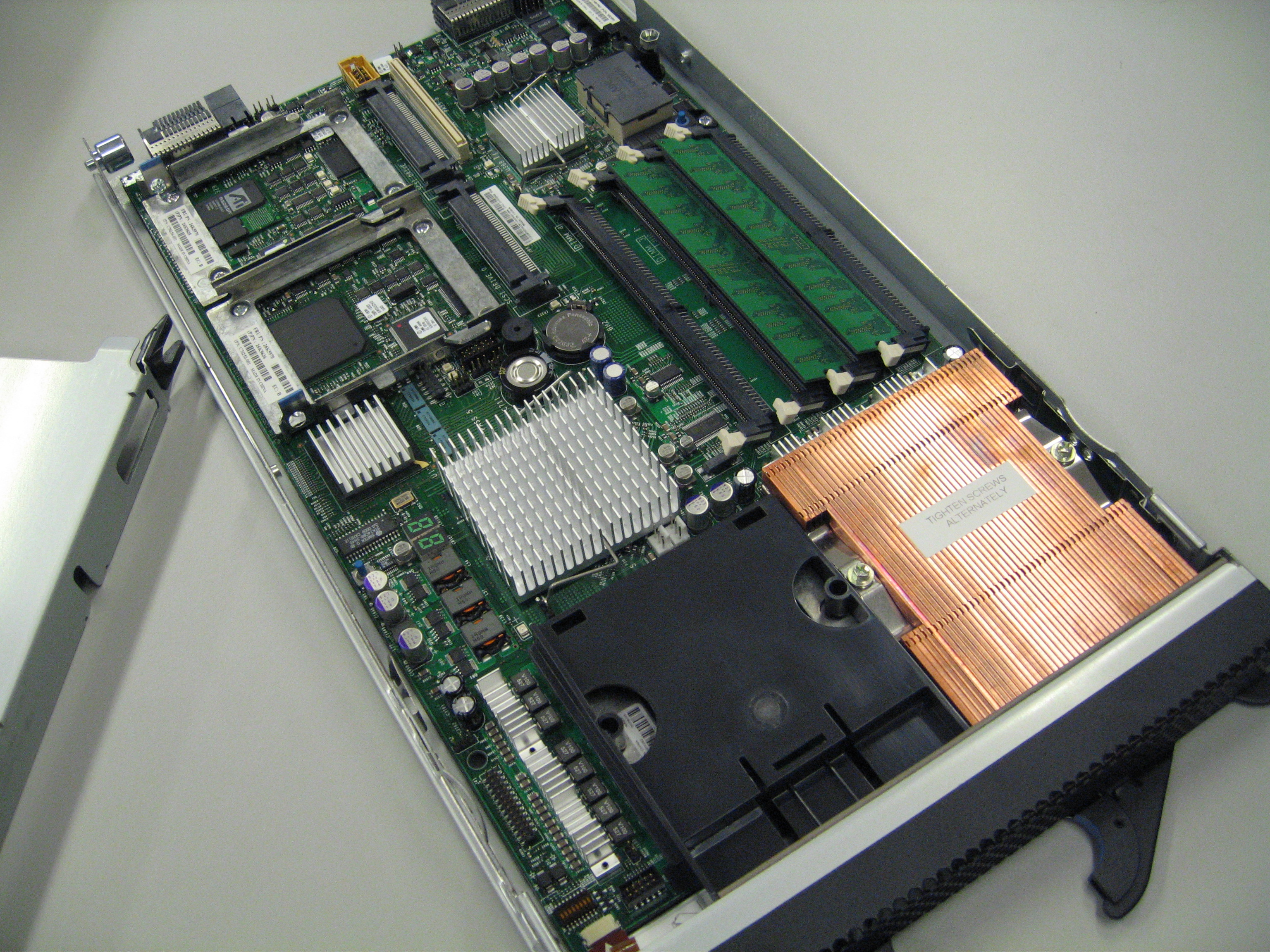
Блейд-сервер IBM HS20

Блейд-сервер являє собою "урізаний" сервер з модульною конструкцією. Це зводить до мінімуму використання фізичного простору і енергії. У блейд-сервері деякі компоненти відсутні для економії місця, що зводить до мінімуму споживання енергії. У той же час вони мають всі пристрої, щоб вважатися комп'ютером. Блейд-стійка, яка може містити кілька блейд-серверів, виконує такі функції, як електроживлення, охолодження, мережеві функції, функції різних з'єднань та управління. Різні виробники блейд-серверів мають різні думки на рахунок того, що включає в себе блейд-сервер і блейд-система в цілому.

## Внутрішня структура
У блейд-сервері відсутні або винесені назовні деякі типові компоненти, традиційно присутні в комп'ютері. Функції живлення, охолодження, мережевого підключення, підключення жорстких дисків, міжсерверних з'єднань і управління можуть бути покладені на зовнішні пристрої. Разом з ними набір серверів утворює так звану блейд-систему.

Для обчислень комп'ютеру потрібні як мінімум наступні частини (машина Тьюрінга):
- пам'ять, що містить вихідні дані;
- процесор, який виконує команди;
- пам'ять для запису результатів.

Інші компоненти, типові для комп'ютера, виконують допоміжні функції, такі як введення і виведення даних, забезпечення живлення. Всередині сервера вони являють собою додаткові споживачі енергії, джерела тепла, причини збоїв (особливо компоненти з рухомими частинами). Концепція блейд-сервера передбачає заміну їх зовнішніми пристроями (блоки живлення) або віртуалізацію (порти вводу-виводу, консолі управління), тим самим значно спрощуючи і полегшуючи сам сервер, а також роблячи його виробництво (теоретично) дешевшим.

## Зовнішні модулі
Блейд-системи складаються з набору блейд-серверів та зовнішніх компонент, що забезпечують необчислювальні функції. Як правило, за межі серверної материнської плати виносять компоненти, що виробляють багато тепла, або займають багато місця, а також повторювані по функціях між серверами. Їх ресурси можуть бути розподілені між всім набором серверів. Поділ на вбудовані та зовнішні функції варіюється у різних виробників.